# Benny Chan
Pour les articles homonymes, voir Chan.
Benny Chan, de son vrai nom Chan Muk-sing (en chinois : 陈木胜, né le 7 octobre 1961 à Hong Kong et mort le 23 août 2020 à Hong Kong), est un réalisateur, producteur et scénariste hongkongais.

## Biographie
Benny Chan se fait remarquer en 1996 avec le film d'action Big Bullet et la compagnie de production Golden Harvest lui confie un gros budget. Il réalisera alors Who Am I? avec Jackie Chan, puis les films riches en effets spéciaux Gen-X Cops et sa suite Gen-Y Cops.
En 2004, Jackie Chan choisira de retravailler avec lui, en lui confiant la réalisation de New Police Story, la suite d'un grand classique du cinéma hongkongais.

## Filmographie
- 1990 : A Moment of Romance (Tian ruo you qing)
- 1991 : Son on the Run (Dai zi hong lang)
- 1992 : What a Hero! (Hua! ying xiong)
- 1993 : The Magic Crane (Xin xian hao shen zhen)
- 1993 : A Moment of Romance 2 (Tian ruo you qing er)
- 1995 : Man Wanted (Wang Jiao de tian kong)
- 1995 : Fist of Fury (Jing wu men)
- 1995 : Happy Hour (Huan le shi guang)
- 1996 : Big Bullet (Chung fung dui ji no foh gaai tau)
- 1998 : Who Am I? (Wo shi shei)
- 1999 : Gen-X Cops (Dak ging san yan lui)
- 2000 : Gen-Y Cops (Tejing xinrenlei 2)
- 2003 : Heroic Duo (Shuang xiong)
- 2004 : New Police Story (San ging chaat goo si)
- 2005 : Divergence (San cha kou)
- 2006 : L'Expert de Hong Kong
- 2007 : Invisible target
- 2008 : Connected
- 2009 : Chocolate Lovers [série TV]
- 2010 : Blast
- 2010 : The New Shaolin Temple
- 2011 : Shaolin
- 2013 : La Guerre des Cartels
- 2016 : Call of Heroes
- 2017 : Meow
- 2021 : Raging Fire (Nou fo)

## Récompenses et distinctions
- Festival international du film fantastique de Neuchâtel 2009 : prix du public pour Connected[1].